# 加藤実秋

加藤 実秋（かとう みあき、1966年10月8日 -）は、日本の小説家、推理作家。東京都生まれ。
1996年、映画『天使の涙』のノベライズを発表。1998年、講談社X文庫ティーンズハートから少女小説『トゥモロウトゥデイ』を発表。2003年、短編「インディゴの夜」で第10回創元推理短編賞を受賞し本格的に小説家デビュー（同時受賞は獅子宮敏彦「神国崩壊」）。同作をシリーズ化した「インディゴの夜」シリーズはテレビドラマ化、舞台化、漫画化されている。

## 作品リスト

### インディゴの夜シリーズ
- インディゴの夜（2005年2月 東京創元社ミステリ・フロンティア / 2008年3月 創元推理文庫 / 2013年4月 集英社文庫）[4]
- チョコレートビースト（2006年4月 東京創元社ミステリ・フロンティア / 2009年2月 創元推理文庫 / 2013年6月 集英社文庫）[5]
- ホワイトクロウ（2008年11月 東京創元社ミステリ・フロンティア / 2010年2月 創元推理文庫 / 2013年8月 集英社文庫）[6]
- Dカラーバケーション（2010年4月 東京創元社ミステリ・フロンティア / 2012年2月 創元推理文庫 / 2013年10月 集英社文庫）[7]
- ブラックスローン（2014年4月 集英社文庫）
- ロケットスカイ（2015年5月 集英社文庫）
- 渋谷スクランブルデイズ インディゴ・イヴ（2020年3月 集英社文庫）

### モップガールシリーズ(全3巻)
- モップガール（2007年9月 小学館 / 2009年3月 小学館文庫）
- スイーパーズ 事件現場掃除人（2012年10月 小学館）
  - 【改題】モップガール2 事件現場掃除人（2014年7月 小学館文庫）
- モップガール3（2017年1月 小学館文庫）[8]

### テディシリーズ (全4巻)
- アー・ユー・テディ?（2010年10月 PHP文芸文庫）
- テディ・ゴー!（2012年3月 PHP文芸文庫）
- マイ・フェア・テディ（2013年9月 PHP文芸文庫）
- クマ刑事（2015年7月 PHP文芸文庫）

### さくらちゃんシリーズ
- さくらだもん!（2015年10月 実業之日本社文庫）
- 桜田門のさくらちゃん (2016年4月 実業之日本社文庫)

### メゾン・ド・ポリスシリーズ（全6巻）
- メゾン・ド・ポリス 退職刑事のシェアハウス（2018年1月 角川文庫）
- メゾン・ド・ポリス2 退職刑事とエリート警視（2018年10月 角川文庫）
- メゾン・ド・ポリス3 退職刑事とテロリスト（2019年2月 角川文庫）
- メゾン・ド・ポリス4 殺人容疑の退職刑事（2019年11月 角川文庫）
- メゾン・ド・ポリス5 退職刑事と迷宮入り事件 (2020年5月 角川文庫)
- メゾン・ド・ポリス6 退職刑事と引退大泥棒（2021年3月 角川文庫）

### 警視庁レッドリストシリーズ
- 警視庁レッドリスト（2020年11月 小学館文庫）
- 警視庁レッドリスト2（2021年8月 小学館文庫）

### 警視庁アウトサイダーシリーズ (全3巻)
- 警視庁アウトサイダー（2021年9月 角川文庫）
- 警視庁アウトサイダー2（2021年12月 角川文庫）
- 警視庁アウトサイダー3（2022年3月 角川文庫）

### 警視庁アウトサイダーThe second act
- 警視庁アウトサイダーThe second act 1（2022年11月 角川文庫）
- 警視庁アウトサイダーThe second act 2（2022年12月 角川文庫）
- 警視庁アウトサイダーThe second act 3（2023年2月 角川文庫）

### 刑事ダ・ヴィンチシリーズ
- 刑事ダ・ヴィンチ（2023年5月 双葉文庫）
- 刑事ダ・ヴィンチ 2（2023年10月 双葉文庫）
- 刑事ダ・ヴィンチ 3（2024年3月 双葉文庫）
- 刑事ダ・ヴィンチ 4（2024年9月 双葉文庫）

### その他の小説
- トゥモロウトゥデイ（1998年7月 講談社X文庫ティーンズハート）イラスト：はやかわともこ
- ヨコハマB-side（2009年3月 光文社 / 2011年9月 光文社文庫）
- チャンネルファンタズモ（2009年5月 徳間書店 / 2011年12月 角川文庫）
- 風が吹けば（2010年7月 文藝春秋 / 2013年3月 文春文庫）
- ホテルパラダイス銀河（2011年3月 講談社）
- 黄金坂ハーフウェイズ（2011年7月 角川書店）
  - 【改題】ご依頼は真昼のバーへ Barホロウの事件帳（2012年10月 角川文庫）
- 学園王国（スクールキングダム）（2017年4月 集英社文庫）
- ゴールデンコンビ 婚活刑事＆シンママ警察通訳人（2017年9月 祥伝社文庫）
- リーガル・ピース! その和解、請け負います（2025年3月 角川文庫）

### ノベライズ
- 天使の涙（1996年6月 扶桑社文庫）
  - 脚本：ウォン・カーウァイ

### アンソロジー
「」が加藤実秋の作品
- 7 days wonder 紅桃寮の七日間（2009年7月 ポプラ社）「マジカル・ファミリー・ツアー」
  - 【改題】寮の七日間（2012年1月 ポプラ文庫ピュアフル）
- 事件の痕跡 日本ミステリー選集（2012年4月、光文社文庫）「ラスカル3」

### 漫画原作
- おしげりなんし 篭鳥探偵・芙蓉の夜伽噺（2013年Vol.5 - 2015年Vol.9、スクウェア・エニックス『月刊ビッグガンガン』、漫画：丸山朝ヲ、構成：わたり、全3巻）

## 映像化作品

### テレビドラマ
- モップガール（2007年10月12日 - 12月14日、全10話、テレビ朝日系「金曜ナイトドラマ」、主演：北川景子）
- インディゴの夜（2010年1月5日 - 4月2日、全63話、フジテレビ系、主演：森口瑤子）
- テディ・ゴー!（2015年10月10日 - 10月31日、全4話、フジテレビ系「土ドラ」、主演：森川葵、原作：アー・ユー・テディ?）
- メゾン・ド・ポリス（2019年1月11日 - 3月15日、全10話、TBS系「金曜ドラマ」、主演：高畑充希）
- 警視庁アウトサイダー（2023年1月5日 - 3月2日）テレビ朝日系「木曜ドラマ」、主演：西島秀俊）